# 异类婚恋
异类婚恋是指人与仙、人与妖、人与鬼之间发生的婚恋故事，是中国传统民间故事常见的故事题材。内容描述神仙、鬼怪、妖精等出于某些目的，例如报恩、同情、情欲、爱慕的目的，化身为青年男女，与人世间的男女发生婚恋关系。
人仙恋的故事记载在汉代以前，《董永与七仙女》（又名天仙配）收录董永与七仙女婚恋的故事，部分延续《牛郎织女》的故事，牛郎转世投胎与织女再次结为夫妻，《宝莲灯》也有类似的情节。
魏晋至明清时代更多产生人妖、人鬼的爱情艳情故事，《白蛇传》、《洞庭记》和《田螺姑娘》描述男子与妖精化身女子的偶遇，辗转之后结为夫妇；《聂小倩》和《大闹广昌隆》描述女鬼被书生所救，最终修成正果。人鬼恋故事也可能描述男子与女子约会，然而女子总在天亮以前离去，男子起疑心并跟踪女子到坟场，结果才发现女子尸体躺在墓穴，偶尔也会有女鬼怀孕的情节。
异类婚恋通常有两种结局，一种是异类最后重生为人，并与凡人结为夫妻；另一种是凡人身体日渐支离，或忍不住犯下某个禁忌，导致双方不得不分离。这些故事收录在《搜神记》、《幽冥录》、《聊斋志异》等志怪小说，对后世中国戏剧有深远影响。